# 苏尔沃尔德
苏尔沃尔德是德国下萨克森州的一个市镇。总面积54.89平方公里，总人口4314人，其中男性2272人，女性2042人（2011年12月31日），人口密度79人/平方公里。